# Khủng bố Hồi giáo

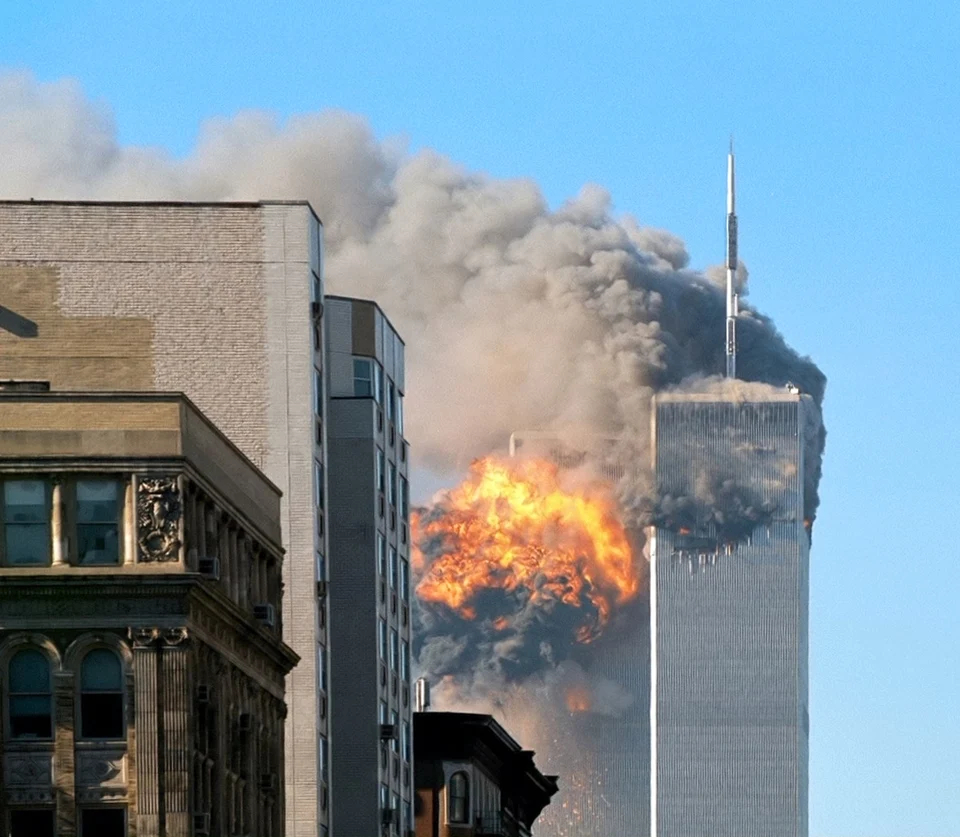
Trung tâm thương mại thế giới ở New York trong Tấn công ngày 11 tháng 9 năm 2001

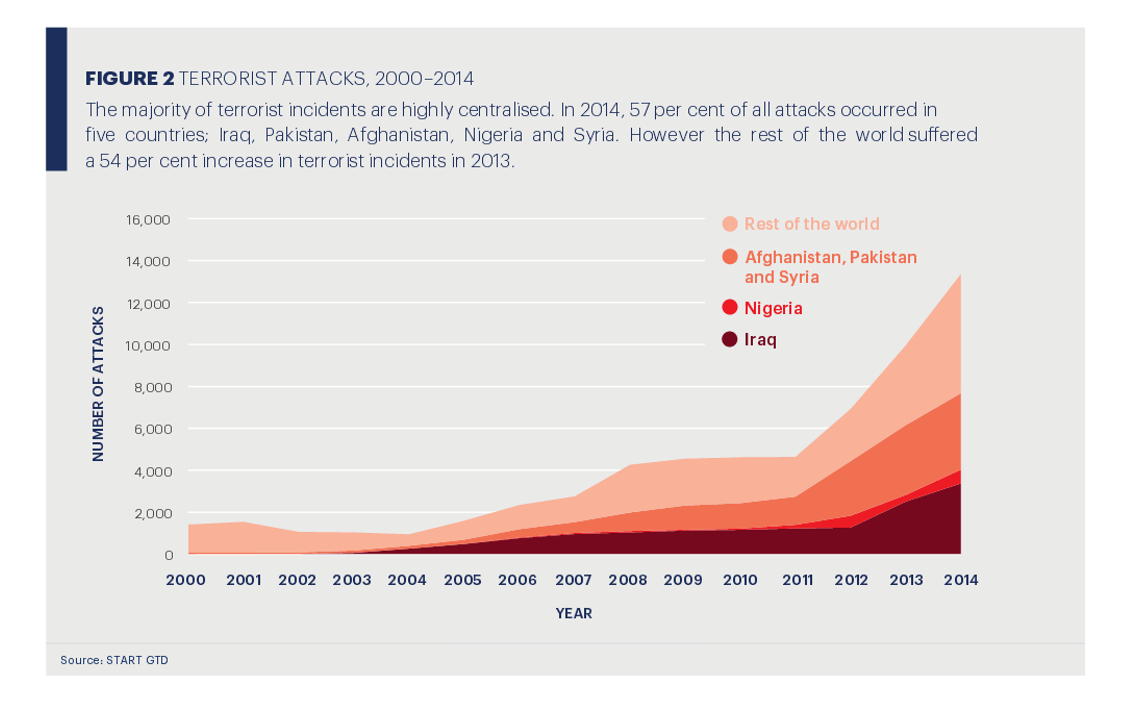
Tử vong do khủng bố đã gia tăng đáng kể trong 15 năm qua. Số người chết vì hoạt động khủng bố đã tăng gấp 9 lần kể từ năm 2000.

Khủng bố Hồi giáo, chủ nghĩa khủng bố Hồi giáo hoặc khủng bố Hồi giáo cực đoan được định nghĩa là bất kỳ hành động khủng bố, tập hợp các hành vi hoặc chiến dịch nào được thực hiện bởi các nhóm hoặc cá nhân, những người có động cơ hoặc mục tiêu thuộc Hồi giáo hoặc của Hồi giáo. Những kẻ khủng bố Hồi giáo biện minh cho các chiến thuật bạo lực của họ thông qua việc giải thích Kinh Qur'an và Hadith theo mục tiêu và ý định riêng của họ. Ý tưởng về uy quyền của Hồi giáo được đóng gói trong công thức, "Hồi giáo là tôn quý và không có gì là tôn quý hơn nó."
Số vụ tai nạn và tử vong cao nhất do khủng bố Hồi giáo gây ra xảy ra ở Iraq, Afghanistan, Nigeria, Pakistan và Syria. Năm 2015, bốn nhóm Hồi giáo cực đoan chịu trách nhiệm cho 74% số ca tử vong do khủng bố: ISIS, Boko Haram, Taliban và Al-Qaeda, theo Chỉ số khủng bố toàn cầu năm 2016. Trong những thập kỷ gần đây, những sự cố như vậy đã xảy ra trên quy mô toàn cầu, không chỉ ảnh hưởng đến các quốc gia đa số Hồi giáo ở châu Phi và châu Á mà còn ở một số quốc gia khác, trong đó có Liên minh châu Âu, Nga, Úc, Canada, Israel, Ấn Độ, Vương quốc Anh và Hoa Kỳ. Những cuộc tấn công như vậy đã nhắm vào người Hồi giáo và những người không theo đạo Hồi. Trong một số khu vực đa số người Hồi giáo bị ảnh hưởng nặng nề nhất, những kẻ khủng bố này đã phải đối đầu với các nhóm kháng chiến có vũ trang độc lập, và các đại diện của họ, và các nơi khác với việc các nhân vật Hồi giáo nổi tiếng cũng lên án các hành động khủng bố này.
Thông qua cơ chế tâm lý - tôn giáo của ý định tự sát (psycho-religious mechanism of suicidal ideation), các tổ chức cực đoan lợi dụng niềm tin của người theo đạo, bóp méo giáo lý để xúi dục hành vi tấn công tự sát. Việc diễn giải sai lệch giáo lý cho mục tiêu khủng bố của các phần tử cực đoan gây ảnh hưởng nghiêm trọng đến hình ảnh của Hồi giáo trong nỗ lực quốc tế về gìn giữ hòa bình.